# 婺州路
婺州路，元朝时设置的路。
至元十三年（1276年）升婺州置，治所在金华县（今浙江省金华市）。下辖一司、一州及六县。录事司，一州为兰溪州，六县分别是金华县、东阳县、义乌县、永康县、武义县和浦江县。辖境约今浙江省金华、兰溪、永康、义乌、武义、浦江、东阳等市县地。户二十二万一千一百一十八，口一百七万七千五百四十。属江浙等处行中书省浙东道宣慰司。至正十八年（1358年），朱元璋改为宁越府。